# 태풍 간무리 (2008년)
태풍 간무리 (Kammuri)는 2008년 8월 5일부터 8월 8일까지 활동했고 최저기압 975 hPa를 기록했던 2008년의 제9호 태풍이다. 중국과 베트남에 영향을 주었다.

## 개요
태풍 간무리는 8월 5일 오전 9시에 중국 홍콩 남동쪽 약 310 km 부근 해상에서 중심기압 992hPa, 최대풍속 18 m/s, 강풍반경 약 280km로 열대저압부(TD)에서 강도는 '약', 크기는 '소형'의 태풍(열대폭풍, TS)으로 발달하였고, 8월 6일 오전 9시에 중심기압 975hPa, 최대풍속 25 m/s, 강풍반경 약 320 km, 강도 '중', 크기 '중형'의 태풍(강한 열대폭풍, STS)으로 발달하였다. 그 후 계속 서진하다가 레이저우반도를 통과하면서 점차 약화되었고, 8월 8일 오전 3시에 베트남 하노이 동쪽 약 20 km 부근 육상에서 열대저압부로 변질되었다. "간무리"는 일본에서 제출한 이름으로 왕관을 뜻한다.

## 영향
태풍 간무리의 영향으로 폭우가 내린 광둥성과 윈난성에서는 홍수와 산사태 등이 발생하여 총 40명이 사망하였다. 8월 6일 홍콩에서도 태풍의 영향으로 홍콩 증시가 휴장하였고, 이 날 홍콩 올림픽승마경기장에서 예정되었던 모든 경기가 취소되었다. 베트남 북부 지역에서도 태풍의 영향을 받아 발생한 홍수와 산사태로 인하여 최소 150명 이상의 사람들이 사망하거나 실종되었다.

## 같이 보기
- 2008년 태풍